# Eopengornis
Eopengornis martini
Genre
Espèce
Eopengornis est un genre éteint d'énantiornithes basaux, des oiseaux primitifs à dents ayant vécu au Crétacé inférieur en Chine.
Une seule espèce est rattachée au genre : Eopengornis martini, décrite par Xiaoli Wang, J. K. O'Connor, X. Zheng, Min Wang, Han Hu et Zhonghe Zhou en 2014, qui érigent dans la même publication la famille des Pengornithidae à laquelle ils le rattachent. Eopengornis martini est décrit à partir de l'holotype référencé STM24-1, un squelette presque complet, bien conservé, avec des empreintes de plumes.

## Découverte
Il a été découvert à la base la formation géologique d'Huajiying dans la partie basale du groupe de Jehol dans la province de Hebei dans le nord-est de la Chine. Ces niveaux stratigraphiques sont datés d'environ 130,7 Ma (millions d'années), de l'Hauterivien supérieur, dans le Crétacé inférieur. Ils ont livré également le plus basal des Enantiornithes : Protopteryx .

## Étymologie
Le nom de genre Eopengornis combine le préfixe grec éo- de Êôs pour « aurore/nouveau », du mot chinois Peng, un oiseau de la mythologie chinoise et le mot du grec ancien ornis, qui signifie « oiseau » ; l'ensemble indiquant que ce genre est antérieur à Pengornis. Le nom d'espèce martini honore le paléo-ornithologue Larry Martin,.

## Description
Parmi les caractères uniques (autapomorphies) particularisant ce genre :
- mâchoires supérieure et inférieure avec de nombreuses petites dents (plus de dix sur le seul os maxillaire) ;
- processus de l'acromion accroché ;
- sternum avec une seule paire de trabécules ;
- l'aire xiphiale du sternum définit le large « V » (absence de processus xiphoïde) ;
- le pygostyle est  court à bord distal arrondi ;
- la surface proximale de l'humérus est plate ;
- le cubitus est 15% plus long que l'humérus ;
- le fémur presque aussi long que le tibiotarse ;
- les griffes sont hétérogènes.

Sa queue est caractérisée par une paire de deux grands rectrices totalement pennées, et non terminées par des lobes élargis comme chez un autre Enantiornithes chinois, Dapingfangornis, et chez Confuciusornis.

## Classification
C'est un Enantiornithes basal de la famille des Pengornithidae. C'est, comme son nom l'indique, le plus ancien membre de la famille. Il est plus âgé d'environ 10 Ma (millions d'années) par rapport aux genres du groupe frère constitué par Pengornis et Parapengornis.